# Wygoda (Krotoszyn)
Pour les articles homonymes, voir Wygoda.
Wygoda (prononciation : [vɨˈɡɔda]) est un hameau polonais du village de Wolenice de la gmina de Rozdrażew dans le powiat de Krotoszyn de la voïvodie de Grande-Pologne dans le centre-ouest de la Pologne.

## Histoire
De 1975 à 1998, le hameau faisait partie du territoire de la voïvodie de Kalisz.

Depuis 1999, Wygoda est situé dans la voïvodie de Grande-Pologne.